# Aeroportul Culberson County
Aeroportul Culberson County (IATA: VHN, ICAO: KVHN, FAA LID: VHN) este un aeroport din Texas, Statele Unite ale Americii. Aeroportul a fost tranzitat în 2017 de 8 pasageri.
Situat la o altitudine de 1.206 m, aeroportul dispune de 2 piste.

## Infrastructură

### Piste
Aeroportul dispune de 2 piste. Pista 03/21 are suprafața de asfalt și dimensiunile 6.005 picioare × 76 picioare. Pista 07/25 are suprafața de asfalt și dimensiunile 5.353 picioare × 75 picioare. 